# Gordo (disc jockey)
Gordo, noto in precedenza come Carnage, pseudonimo di Diamanté Anthony Blackmon (Washington, 3 gennaio 1991), è un disc jockey e produttore discografico statunitense di origini nicaraguensi.

## Biografia
Diamanté Anthony Blackmon nasce il 3 gennaio 1991 a Washington da genitori originari del Nicaragua. Dopo essersi inizialmente trasferito in Guatemala, all'età di 10 anni fa ritorno negli Stati Uniti, accasandosi nel Maryland. All'età di 16 anni inizia a suonare in piccoli club di Frederick.

## Carriera
Blackmon fa il proprio debutto sotto lo pseudonimo di Carnage nel 2012. Affermatosi ben presto come artista di genere EDM, vanta collaborazioni con artisti del calibro di Borgore, KSHMR, Timmy Trumpet e Headhunterz. Nel 2014 esce il singolo The Underground in collaborazione con il dj olandese Alvaro. L'anno seguente pubblica, con la collaborazione di KSHMR e Timmy Trumpet, il singolo Toca.
Lo stesso singolo funge da estratto del primo album in studio Papi Gordo, che ha raggiunto la 184ª posizione nella Billboard 200. Al suo interno sono presenti collaborazioni con Lil Uzi Vert, Rick Ross, Migos, Rich the Kid, ASAP Ferg, ILoveMakonnen, OG Maco e Ty Dolla Sign. Nel settembre 2017 pubblica l'EP Young Martha, assieme al rapper Young Thug. Nell'aprile 2018 esce il suo secondo album, intitolato Battered Bruised & Bloody.
Nel febbraio 2021 pubblica KTM, il suo primo singolo sotto il nome di Gordo. Nel mese di settembre pubblica Taraka, nome utilizzato anche per rappresentare la propria serie di eventi tra l'Europa e il Nord America. Nel 2022 e nel 2023 entra in collaborazione con Drake, contribuendo alla produzione di Honestly, Nevermind e For All the Dogs.
Il 26 luglio 2024 esce Diamante, il suo primo album sotto il nuovo pseudonimo. Il 16 dicembre dello stesso anno pubblica l'EP No Hay Verano Sin Gordo, dal quale viene estratto il singolo No No No, in collaborazione con il rapper italiano Sfera Ebbasta.

## Discografia

### Album in studio
- 2015 – Papi Gordo
- 2018 – Battered Bruised & Bloody
- 2024 – Diamante

### EP
- 2017 – Young Martha (con Young Thug)
- 2024 – No Hay Verano Sin Gordo

### Singoli
- 2015 – I Like Tuh (feat. ILoveMakonnen)
- 2016 – November Skies (feat. Tomas Barfod e Nina Kinert)
- 2018 – I Shyne (con Lil Pump)
- 2022 – Hombres y Mujeres (con Feid)
- 2024 – Sideways (con Drake)

## Classifica DJ Magazine
| DJ            | 2014 | 2015 | 2016 | 2017 | 2021 | 2022 | 2023 | 2024 |
| ------------- | ---- | ---- | ---- | ---- | ---- | ---- | ---- | ---- |
| Gordo/Carnage | 68   | 88   | 84   | 78   | 37   | 25   | 21   | 45   |